# Курета оливкова
Куре́та оливкова (Myiophobus flavicans) — вид горобцеподібних птахів родини тиранових (Tyrannidae). Мешкає в Андах.

## Опис
Довжина птаха становить 10-11,4 см, вага 8 г. у самців верхня частина тіла блідо-сіра, нижня частина тіла сірувато-біла, горло і нижня частина живота білі. Верхня частина голови чорна, на тімені малопомітна біла пляма. Крила і хвіст чорнуваті, на крилах дві тонкі сірувато-білі смуги. У самиць тім'я є більш сірим, пляма на тімені менша або відсутня. У молодих птахів верхня частина голови більш коричнева, верхня частина тіла має коричнюватий відтінок, смуги на крилах жовті, більш широкі.

## Підвиди
Виділяють п'ять підвидів:
- M. f. flavicans (Sclater, PL, 1861) — Анди в Колумбії, Еквадорі і Перу (на південь до річки Мараньйон);
- M. f. perijanus Phelps & Phelps Jr, 1957 — Анди на північному заході Венесуели (Сьєрра-де-Періха);
- M. f. venezuelanus (Hellmayr, 1920) — Анди на заході і півночі Венесуели (від Тачири до Каракаса і Міранди);
- M. f. caripensis Zimmer, JT & Phelps, 1954 — Прибережний хребет на північному сході Венесуели (Монагас, Сукре);
- M. f. superciliosus (Taczanowski, 1875) — Центральні Перуанські Анди (на південь до Куско).

## Поширення і екологія
Оливкові курети мешкають у Венесуелі, Колумбії, Еквадорі і Перу. Вони живуть в нижньому і середньому ярусах вологих гірських і рівнинних тропічних лісів. Зустрічаються на висоті від 900 до 2700 м над рівнем моря, переважно на висоті від 1300 до 2500 м над рівнем моря.